# Meinig Artúr
Meinig Artúr (Waldheim, Szászország, 1853. november 7. – Budapest, Terézváros, 1904. szeptember 13.) építész. Főleg neobarokk stílusban alkotott.

## Életpályája
Meinig Károly és Hofmann Ágnes Ágosta Angyalka fiaként született. Építészeti tanulmányait Drezdában sajátította el. 1875-ben oklevelet kapott. Később beiratkozott a Drezdai politechnikumba, majd az akadémia hallgatója lett.
Drezdában dolgozott több építészeti irodában, majd Bécsbe került. Ott a Fellner és Helmer építésziroda munkatársa lett. 
1883-ban telepedett le Magyarországon. Ettől kezdve itt dolgozott. Hamarosan az arisztokrácia kedvelt építésze lett.
Három pályázaton első díjat; és egyszer egy második díjat kapott.
Meinig Artúr tagja volt a Magyar Építőművészek Szövetségének, s agilisan részt vett az egyesület életében.
Felesége, Babarczi Schwartzer Angéla, a magyar elmekórtan úttörőjének, Schwartzer Ferencnek unokája volt. Házasságuk rövid ideig tartott, mert felesége 1889-ben (19 évesen) meghalt.

## Eredményei

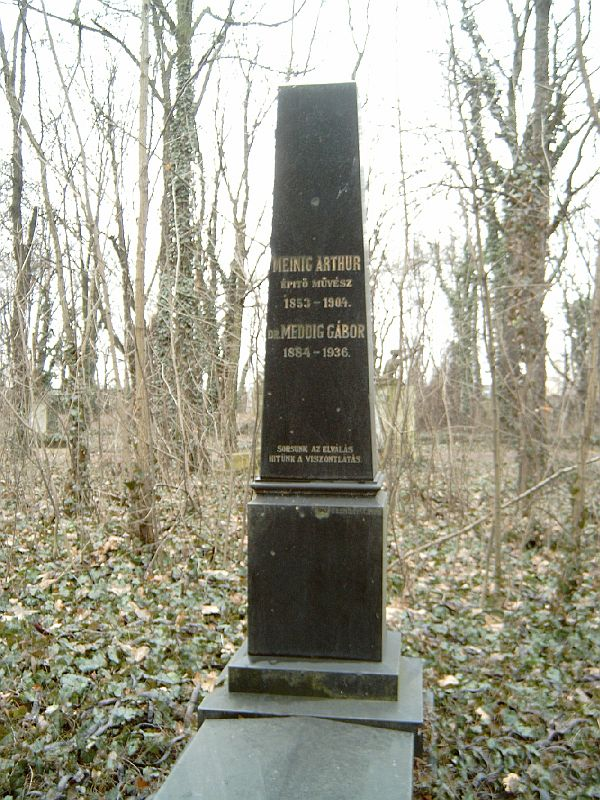
Meinig Artúr sírja Budapesten. Kerepesi temető: 48/4-1-19. Gerenday-cég kivitelezésében.

- Millenniumi Kiállítás király-sátra (I. díj)
- Adria hajóstársaság palotája (I. díj)
- Rimamurány-salgótarjáni rt. Palotája (I. díj)
- Budapesti Kereskedelmi és Iparkamara palotája (II. díj)

A lipótvárosi kaszinó és az osztrák-magyar bank pályázatán megvették terveit.

## Művei

### Budapesten
- Báró Radvánszky-palota, (magánpalota) (Budapest; Üllői út), 1890
- Csekonics-palota, (magánpalota) (Budapest), 1895
- Emmer Kornél magánpalotája (Buda)
- gróf Wenckheim Frigyes palotája (Budapest; VIII. Szabó Ervin könyvtár)
- gróf Hunyady Imre palotája (Budapest; Trefort u. 3-5.)
- báró Gerliczy Ferenc palotája (Buda; Dísz tér)
- Jungfer Gyula-féle nyaraló (Budapest; városligeti fasor)
- dr. Kétly Károly, dr. Mészáros Károly, Scholtz Róbert-féle bérházak
- gróf Vigyázó Sándorné mauzóleuma (Budapest; Rákoskeresztúr)
- Millenniumi Kiállítás király-sátra
- Park Club (Budapest)
- Magyar Általános Takarékpénztár palotája (Budapest; V. Nádor- és József A. utca sarkán)
- Központi tejcsarnok épülete (Budapest; Rottenbiller-utca)
- Budapesti Kereskedelmi és Iparkamara palotája (Budapest; V. Alkotmány u.)
- Mercur bank rt. palotája (Váci u.)
- Dungyerszky Lázár-féle Bérpalota (Budapest; V. Szabadság tér 14.), 1903
- Adria hajóstársaság palotája (Budapest; V. Szabadság tér 16.), 1903
- Rima-murány-salgótarjáni vasmű rt. palotája (Budapest; V. Nádor u. 36.)
- Rákóczi út 10.[2]

### Vidéken
- Pilisszántó: Orosdy Fülöp-vadászkastély, 1899
- Pátka: Tallián Vilmos-kastély
- Sorokújfalu: Szapáry Géza-kastély, 1880
- Somfa: gróf Károlyi Alajos- féle -kastély
- Tiszadob: gróf Andrássy Gyula-kastély
- Csitó: gróf Csekonics Endre kastélykápolna
- Tőketerebes: gróf Andrássy Gyula mauzóleuma
- Nagykároly: gróf Károlyi István nagykárolyi kastélya

## Galéria

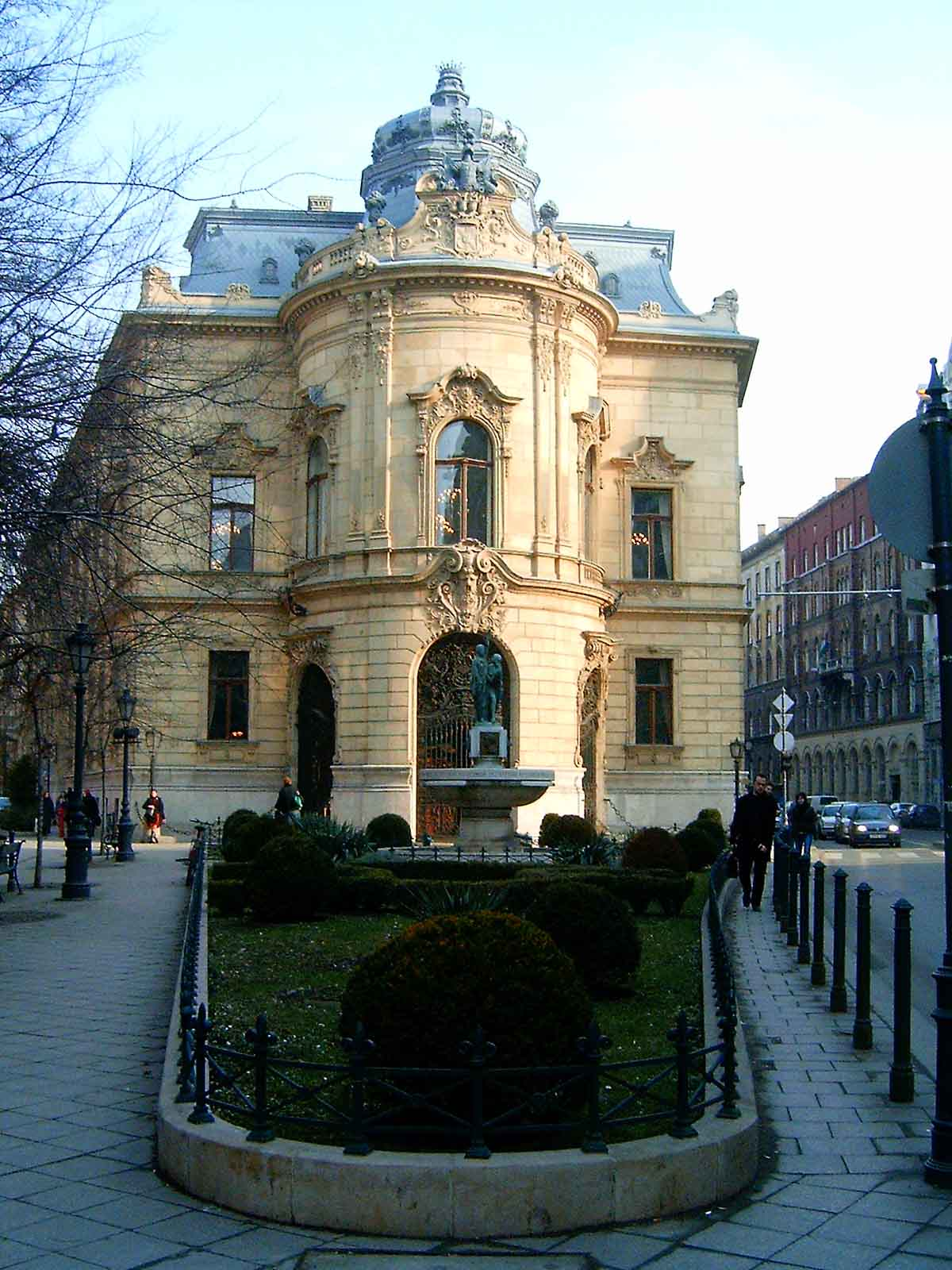
gróf Wenckheim Frigyes palotája (Szabó Ervin könyvtár)
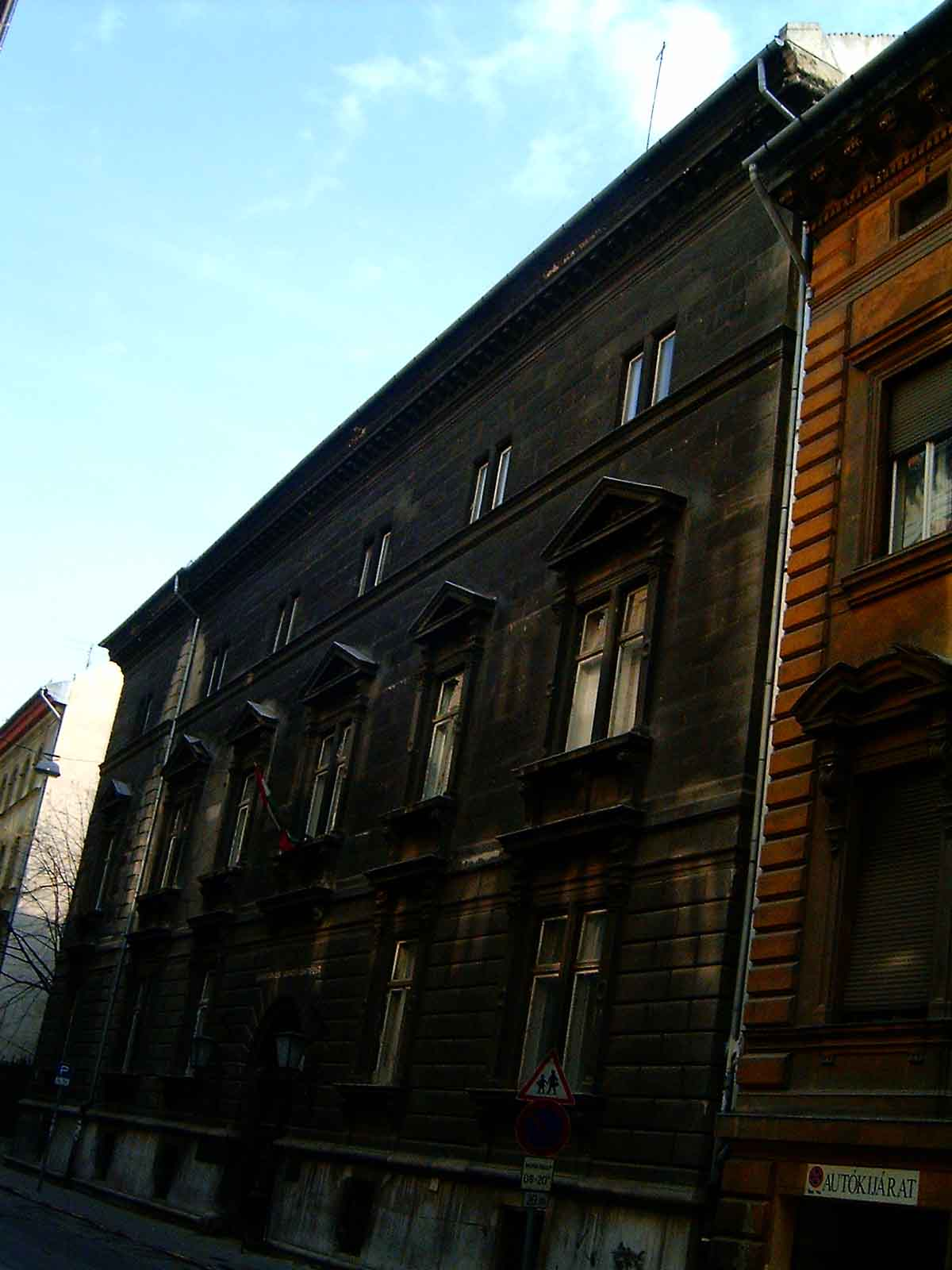
Hunyady palota
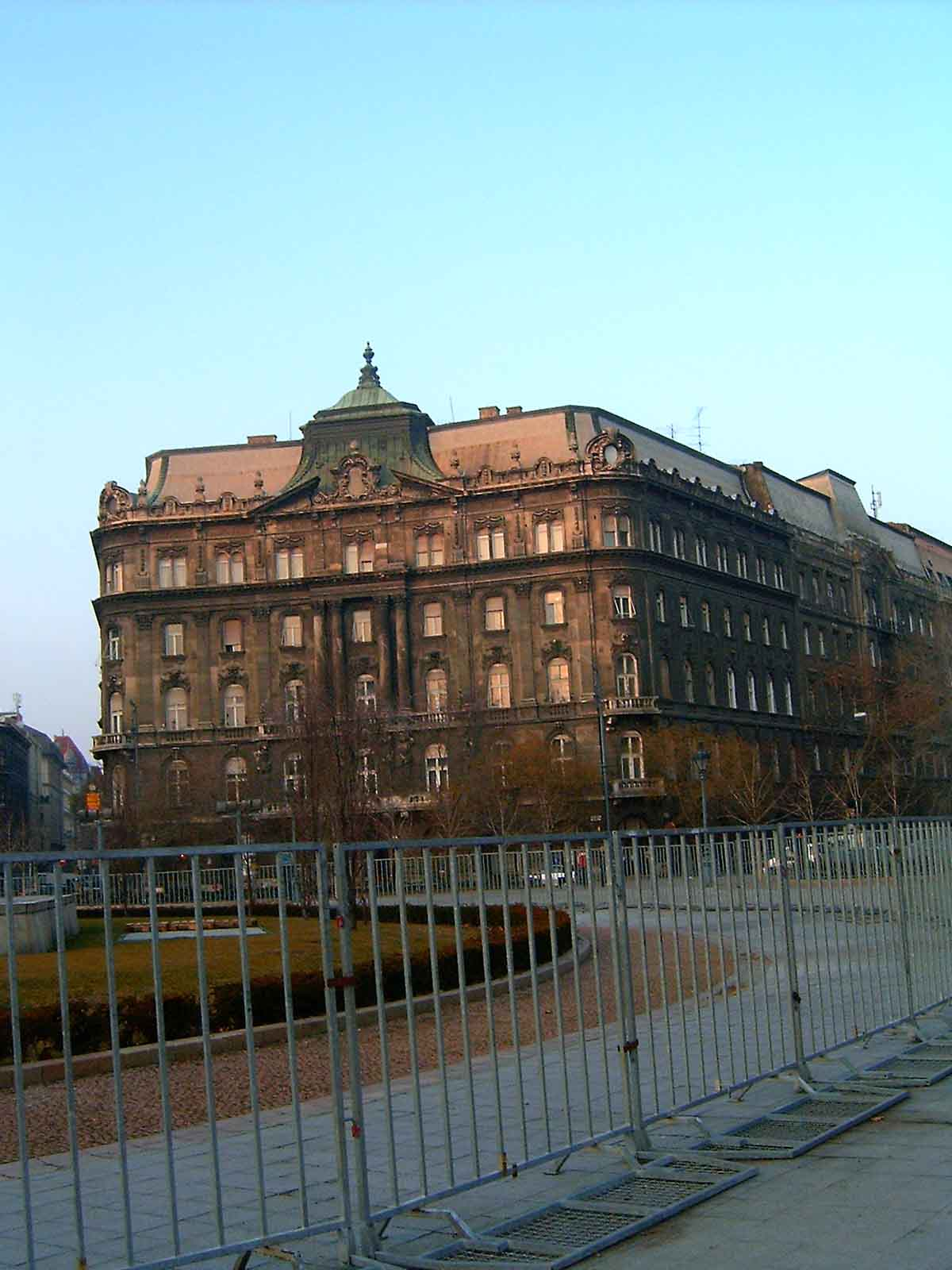
Dungyerszky Lázár-féle bérpalota 1903.
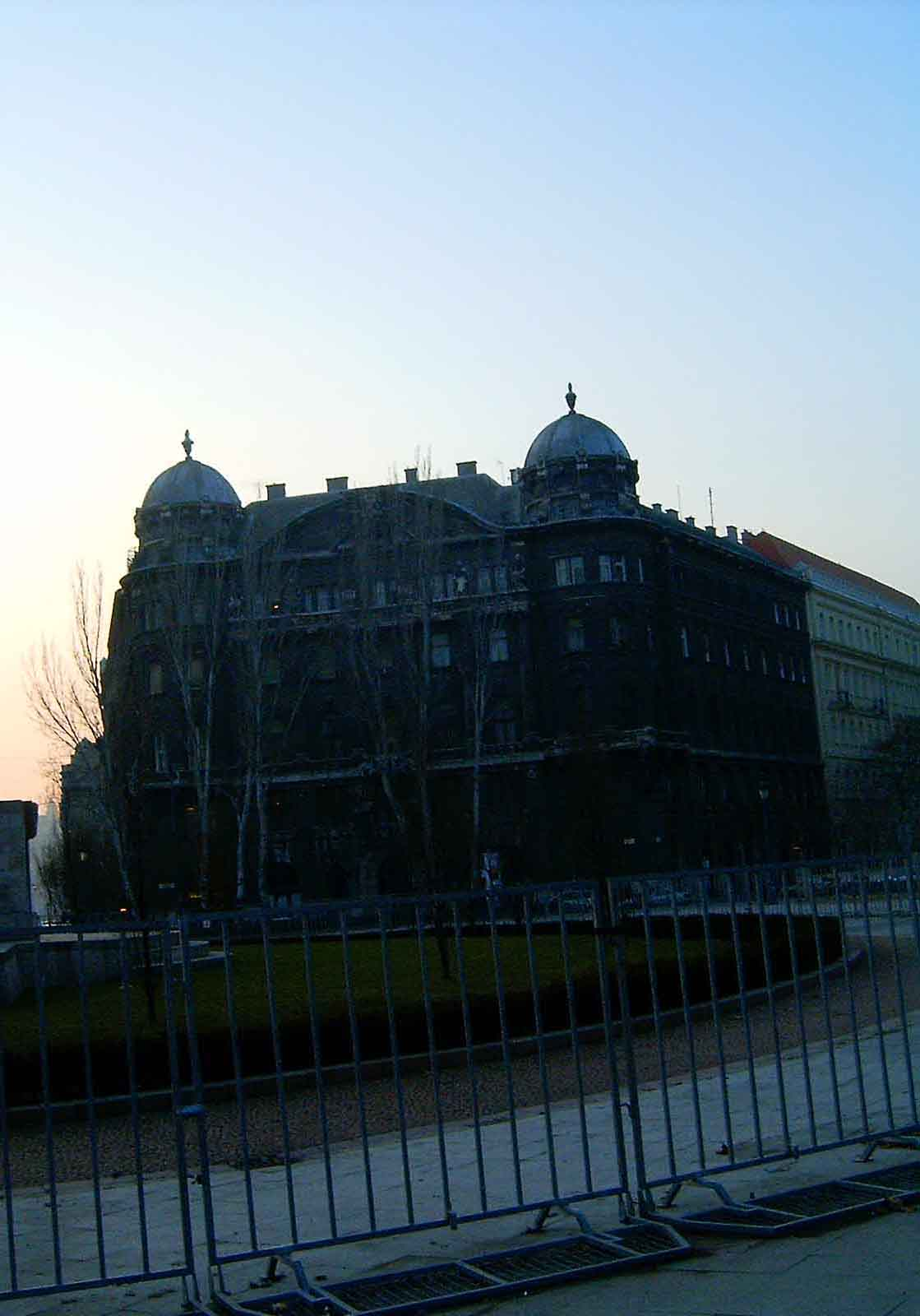
Adria hajóstársaság palotája 1903.
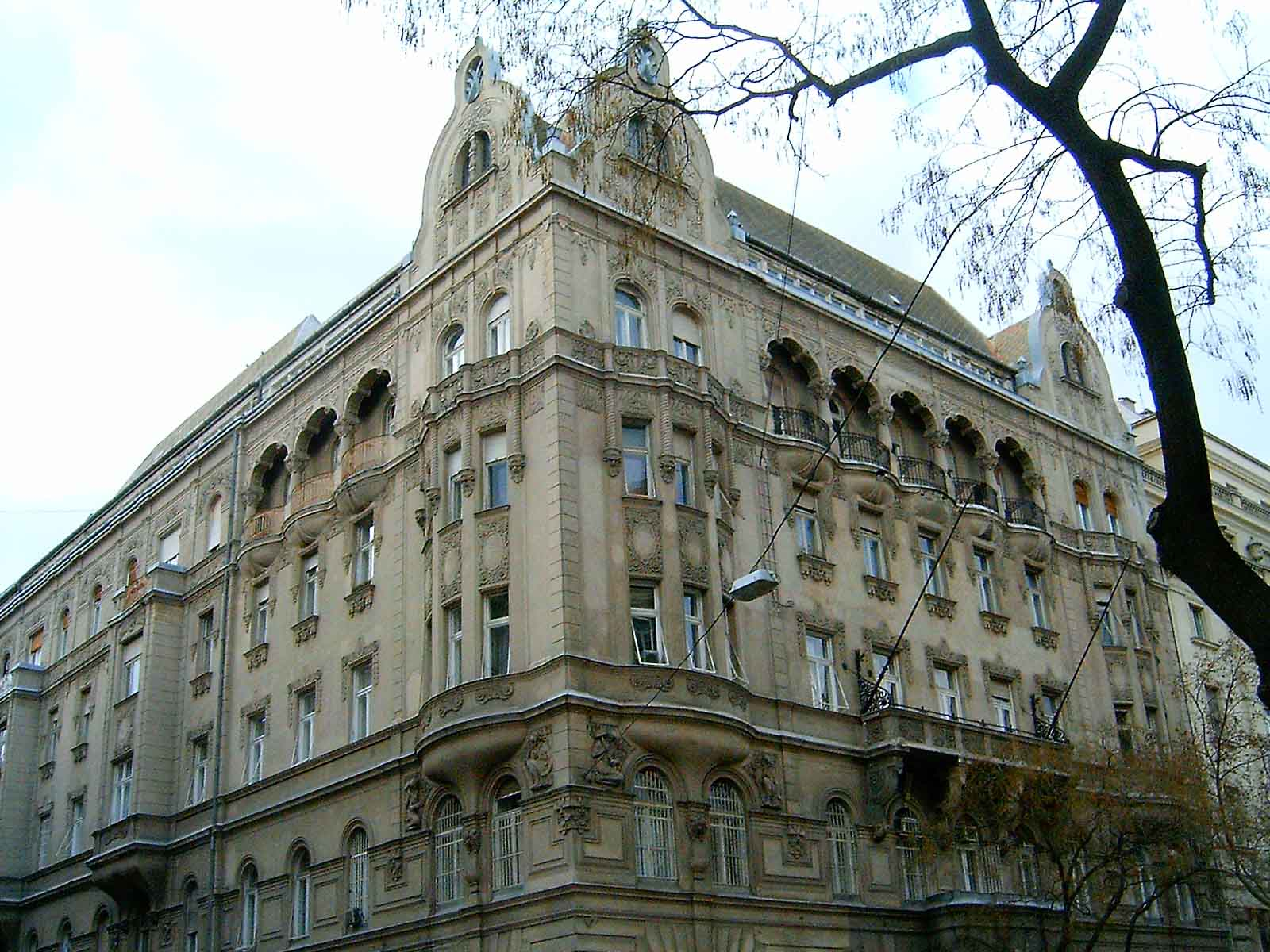
Rima-murány-salgótarjáni vasmű rt. palotája